# Lijst van rivieren in de Centraal-Afrikaanse Republiek

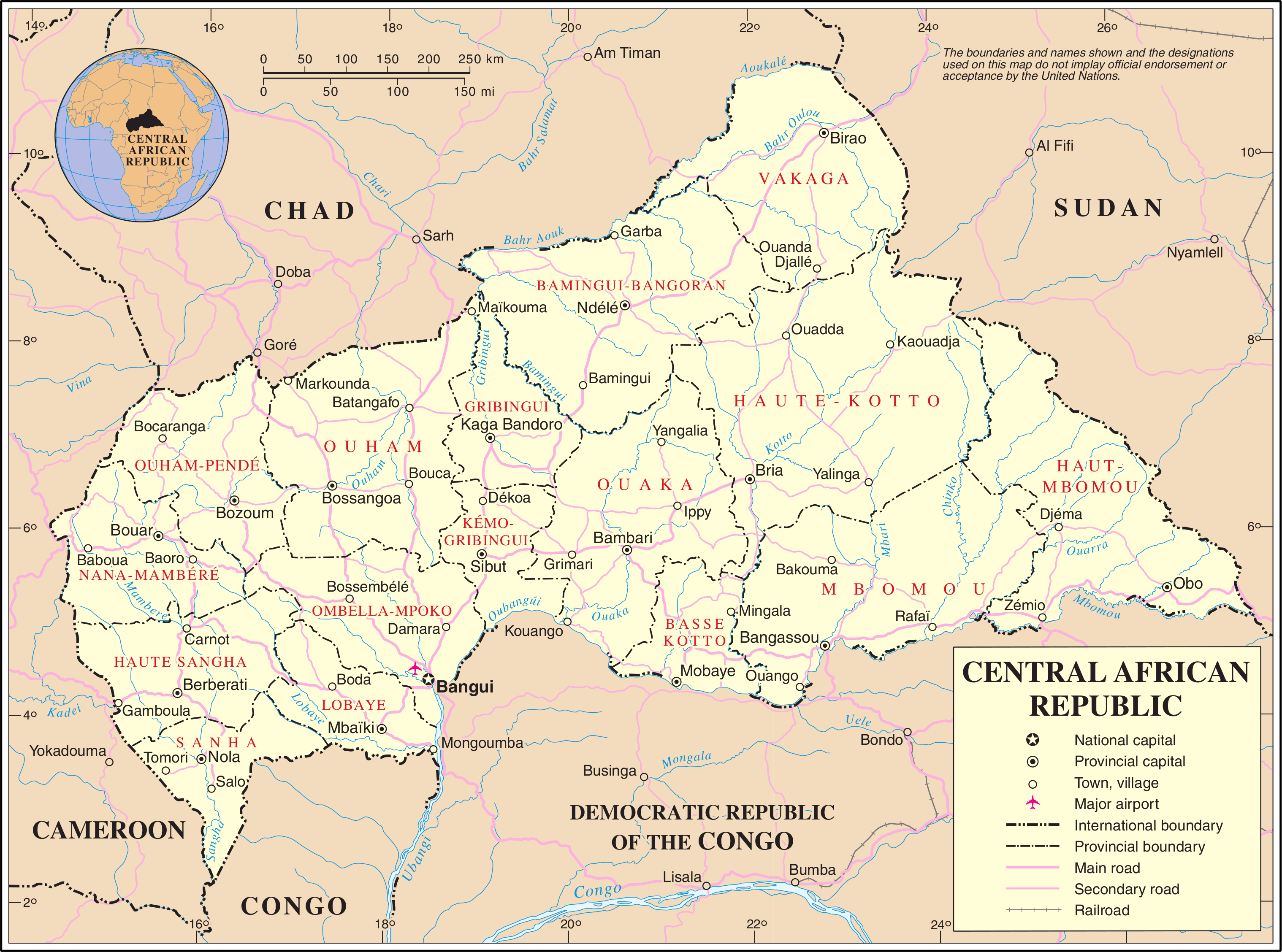
Kaart van de Centraal-Afrikaanse Republiek.

Dit is een lijst van rivieren in de Centraal-Afrikaanse Republiek. De rivieren in deze lijst zijn geordend naar drainagebekken en de opeenvolgende zijrivieren zijn ingesprongen weergegeven onder de naam van elke hoofdrivier.

## Golf van Guinee
- Sanaga (Kameroen)
  - Lom

## Atlantische Oceaan
- Congo (Congo-Kinshasa, Congo-Brazzaville)
  - Sangha
    - Kadéï
      - Boumbé I
      - Boumbé II

    - Mambéré

  - Ubangi
    - Lobaye
    - Mpoko
      - Mbali

    - Ouaka
    - Kotto
      - Bongou

    - Mbomou
      - Mbari
        - Gboyo

      - Chinko
      - Ouara

## Tsjaadmeer
- Chari
  - Logone
    - Pendé
    - Mbéré

  - Ouham (Bahr Sarh)
    - Nana Barya
    - Fala

  - Bahr Aouk (Aoukalé)
    - Bahr Kameur (Bahr Oulou)
      - Gounda
      - Vakaga
        - Ouandija

      - Ouadi Tiwal
      - Yata

  - Bangoran
  - Bamingui
  - Gribingui